# Таш-Джарган (гора)
Таш-Джарган (крим. Taş Carğan) — гора та урочище в Сімферопольському районі АРК, за 5 км від Сімферополя, належить до Кримських гір.
З кримськотатарської мови назва перекладається як «Камінь кажанів», taş — камінь, carğan (діалектне, літературне yelqanat) — кажан, або «зламаний камінь».

## Загальні дані

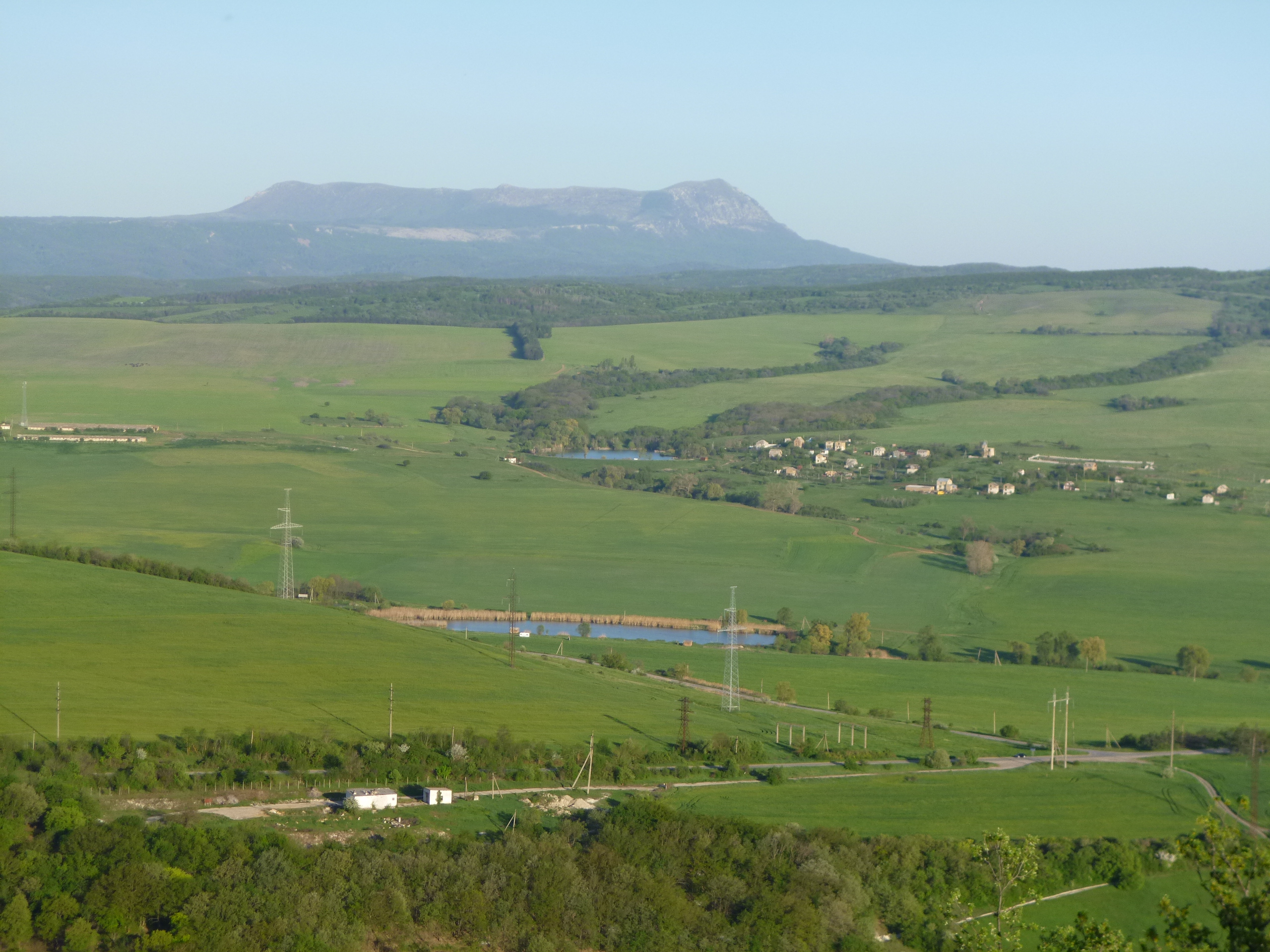
Вид з гори Таш-Джарган на Чатирдаг

Урочище Таш-Джарган розташоване за чотири кілометри від села Левадки Сімферопольського району. Його протяжність — близько 125 кілометрів. Наприкінці XVI століття на цьому місці існувало однойменне поселення кримських татар.
Головна пам'ятка цього місця — печера Тешклі-Коба (крим. Teşklı qoba, «дірява печера»), арка вивітрювання — овальна дірка понад 4 м в поперечнику. Це широка вирва в землі, яка в Криму називається «глечиком». 
У помітному безлісому зниженні куести між Скіфським мисом і масивом Таш-Джарган лежить перевал перевалів Татар-Богаз (крим. Tatar Boğaz, «татарський перевал») — перевал семи доріг, східна дорога якого веде на скелясту вершину самого масиву.
Беш-Кош — тісний яр зі скелястими стрімчаками по правому борту, розтинає гору Таш-Джарган за два кілометри на південний схід від Чистенького.
Таш-Джарган — пам'ятник не тільки природи, а й історії. Його надра щільно «нафаршировані» похованим археологічним матеріалом, а в чагарниках молодого лісу ховаються загадкові стародавні руїни. Будучи досить ізольованим і доступним тільки з північного боку, скелястий масив, схоже, з давніх-давен привертав увагу людей як надійний, захищений з трьох сторін природними обривами природний притулок.
І справді, більше півстоліття тому А. А. Щепинський виявив на тутешньому маленькому плато три послідовно, що послідовно змінюють один одного пласта стародавніх культур:
«в урочищі Таш-Джарган… поруч таврське та кизилкобінське поселення. До першого з них примикає могильник із таврських „кам'яних ящиків“, біля другого знаходився колись могильник із невеликих курганів, поховання під ними супроводжувалися кизилкобінською керамікою».
Лише кромлехів він знайшов більше десятка. На додаток виявилося, що з боку єдиного відкритого схилу плато було укріплене широкою, до 4 метрів завтовшки, оборонною стіною, складеною насухо з великих необроблених каменів.
У наші дні це мальовниче місце, як і його мальовничі околиці — популярне місце відпочинку у сімферопольців. На травневі свята воно перетворюється на велику пікнікову галявину.